# Ta Nea
Ta Nea (gr. Τα Νέα) – grecki dziennik założony w 1931 roku.
Nakład pisma wynosi 86 tys. egzemplarzy (dane opublikowane w 2003 roku).